# Gjuro Szabo
Gjuro Szabo (Novszka, 1875. február 3. – Zágráb, 1943. május 2.), horvát történész, akadémikus, konzervátor, muzeológus, pedagógus és múzeumigazgató.

## Élete
Novszkán született 1875. február 3-án. Apja Đure Szabo határőr kapitány, majd kerületi elöljáró, anyja Justina Navratil volt. Az elemi iskolát Zágrábban az ősi felsővárosi popova tornjai iskolában végezte, majd 1892-ben a felsővárosi gimnáziumban érettségizett. Ezután a Bécsi Egyetemen folytatta tanulmányait germanisztika és történelemtudományi szakon. A bécsi tanulmányai után 1896-tól Zenggben, Eszéken, Belovárban és (1907-től) Zágrábban, gimnáziumokban tanított. 1910-ben Bécsben, Nürnbergben és Prágában a történelmi és művészeti emlékek konzerválására és restaurálására szakosodott. A szlavóniai középkori épületekről szóló munkája alapján az 1911-ben létrehozott Horvátországi és Szlavóniai Műemlékvédelmi Országos Bizottság titkára lett. Ebben a pozíciójában szorgalmazta a műemlékvédelemben a modern természetvédelmi elvek alkalmazását.
1919 és 1926 között a Művészeti és Iparművészeti Múzeum, 1928 és 1943 között pedig a Zágrábi Városi Múzeum igazgatója volt. 1925-ben tapasztalatával és tudásával segítette a horvát millennium alkalmából rendezett kulturális és történelmi kiállítást. Nevéhez fűződik a zágrábi katedrális 17. századi remekművének, a kidobott Szent László-oltárnak a megmentése, melyet ő helyeztetett vissza eredeti helyére. Múzeumigazgatói munkája mellett többször személyesen felügyelte a Horvát Tengermellék, valamint Krk, Rab és Pag szigetei műemlékeinek konzerválási munkálatait. 1936-tól a Jugoszláv Tudományos és Művészeti Akadémia (JAZU, ma HAZU) tagja volt.

## Tudományos munkássága
Számos közleménye jelent meg történelem, művészet- és művelődéstörténet, helynévtan, műemlékvédelem és muzeológia témakörben, különös tekintettel Észak-Horvátország műemléki örökségére és városaira, valamint Zágráb történelmére és műemlékeire. Ezekben temperamentumos stílusával folyamatosan fenntartotta érdeklődését a műemlékek, mint kulturális örökség iránt akkor is, amikor megőrzésüknek még nem volt szilárd jogi alapja.
Ante Ilić, mint Gjuro Szabó munkásságának rajongója és tisztelője a „Gjuro Szabo očima jednog purgera” (Gjuro Szabo egy purger szemével) című cikkében elemzi muzeológusi és konzervátori tevékenységét, mely nagy hatással volt Zágráb és Horvátország építészetére. Jozo Marević „Jezični proplamsaji u Szaba” című tanulmányában kiemeli mindazokat az erényeket, amelyek Gjuro Szabot emberként és tudósként jellemezték. Marević szerint Szabó kitűnő nyelvész, muzeológus, konzervátor, történész, történetíró, kulturológus, tudós és hazafi volt. A szerző a történész hagyatéka alapján kiemeli, hogy a helynévtan, a történelem, a művészettörténet, a muzeológia, az archiválás, a műemlékvédelem, a régészet, a kultúrtörténet, a történetírás, a pedagógia és más tudományterületeken fáradhatatlan munkájának gyümölcsöző eredményeit hagyta örökségül a jövő generációi számára.
Hagyatéka nyolc dobozban található a Horvát Köztársaság Kulturális Minisztériuma Kulturális Örökségvédelmi Igazgatóságának irattárában. A hagyaték publikált és kiadatlan kéziratokat, utazási leírásokat tartalmaz, melyeket jegyzetfüzetek, fényképek, vázlatok és rajzok, valamint Szabo halotti maszkja egészítenek ki.

## Fő művei
- Tri benedektinske opatije u županiji požeškoj: Sveta Jelena de Podborje, Bijela i Rudin, 1906-1907.
- Dobra kuća 1908-1909.
- Prilozi za povijesnu topografiju požeške županije, 1910-1911.
- Sv. Ana kod Bastaje nedaleko Daruvara, 1911.
- Samostan cistercita u Zagrebu, 1911.
- Terra Dobouch Historijsko topografska studija, 1912.
- Izvještaj o radu zemaljskog povjereništva za čuvanje umjetnih i historijskih spomenika za godinu 1911. Spomenici kotara Klanjec i Pregrada 1912.
- O slikanju starih crkava sadašnjosti, 1913.
- Orahovičke gradine, 1913-1914.
- Spomenici kotara Krapina i Zlatar, 1913-1914.
- Tadija Smičiklas, 1913-1914.
- Izvještaj o radu zemaljskog povjerenstva za očuvanje umjetnih i historičkih spomenika u Hrvatskoj i Slavoniji u godinama, 1912-1913.
- Nakon pada Bakačeve kule, 1914.
- O stilu jedinstvo stila i umjetničkom stvaranju, 1914.
- Voćin i voćinska crkva, 1914.
- Slike grada Zagreba iz četiri stoljeća, 1914.
- Dragocjenosti samostana franjevačkoga u Trsatu, 1915.
- Čazma i njena župna crkva, 1916.
- O čuvanju staroga pokućstva u našim crkvama, 1916.
- Drvene kapele u našoj domovini, 1916.
- Spomenici u proslošti u Srijemu: Ilok, 1917.
- Pregled crkvenoga graditeljstva u Hrvatskoj i Slavoniji od gotskoga do današnjega doba, 1917.
- Obrambene crkve u Hrvatskoj, 1917.
- Sredovječni gradovi u Hrvatskoj i Slavoniji, Zagreb 1920.
- Kaleži u našim crkvama, 1922.
- O hrvatskim zbirkama i sabiračima, 1922.
- O oltarima u našim crkvama, 1923.
- Zagrebačke građevine u 17. stoljeća, 1925.
- Lice grada Zagreba u devetnaestom vijeku, 1927.
- Epilog. Spomenici proslosti za rata i poslije rata, 1928.
- O crkvenim zgradama i ckrvenom uređenju, 1928.
- O starom misnom ruhu u našim crkvama, 1928.
- Diphtihon zagrebačke kaptolske riznice, 1929.
- Dr. Josip Brunsmid, 1929.
- Prilozi za građevnu povijest zagrebačke katedrale, Zagreb 1929.
- Iz starih dana Zagreba, svezak 1 1929., svezak 2 1930., svezak 3 1933.
- Julije Hühn 1929.
- Narodna starina kao glasilo Muzeja grada Zagreba, 1930.
- Knjiga o starom Zagrebu, 1930.
- Umjetnost u našim ladanjskim crkvama, Zagreb 1930.
- Stari dom u gornjoj varoši u zagrebačkoj, 1931.
- Iz proslosti Daruvara i okolice, 1932.
- Kroz Hrvatsko zagorje, Zagreb 1939.
- Stari Zagreb, Zagreb 1941.